# De koek
De koek è il primo album in studio della cantante olandese Eefje de Visser, pubblicato il 7 gennaio 2011.

## Tracce
Testi e musiche di Eefje de Visser.
1. Genoeg – 4:18
2. De stad – 3:22
3. In het gras – 4:20
4. Naast me – 3:09
5. Hartslag – 2:54
6. Trein – 3:45
7. Huis – 3:33
8. De koek – 3:24
9. Schotland – 3:23
10. Ik dacht na – 3:43
11. Afdwaalt – 4:09
12. Verdriet – 6:34

## Classifiche
| Classifica (2011) | Posizione massima |
| ----------------- | ----------------- |
| Paesi Bassi       | 35                |